# داميان ويلكينز
داميان ويلكينز (بالإنجليزية: Damien Wilkins)‏ (1963، لور هوت في نيوزيلندا)؛ روائي نيوزيلندي.